# Litlalangøyna (Alver)
Pour l’article homonyme, voir Litlalangøyna.
Litlalangøyna ou Litle-langøyni est une île norvégienne dans le comté de Hordaland. Elle fait partie du territoire de l'ancienne commune de Meland, aujourd'hui rattachée à Alver.

## Géographie
Rocheuse et couverte d'arbres, elle s'étend sur environ 269 m de longueur pour une largeur approximative de 57 m. Elle compte deux habitations et deux quais d'amarrage. 